# Liste der Naturdenkmale in Bad Sassendorf
Die Liste der Naturdenkmale in Bad Sassendorf nennt die Naturdenkmale in Bad Sassendorf im Kreis Soest in Nordrhein-Westfalen.

## Naturdenkmale
| Nummer   | Bezeichnung                      | Gemarkung    | Lage                                                             | Bemerkung | Bild |
| -------- | -------------------------------- | ------------ | ---------------------------------------------------------------- | --------- | ---- |
| 2.001    | 2 Blutbuchen                     | Sassendorf   | Lohweg 22 (51° 35′ 7,3″ N, 8° 10′ 25,4″ O)                       |           |      |
| 2.002    | 1 Eiche                          | Sassendorf   | Jahnplatz (51° 35′ 6,3″ N, 8° 10′ 10,4″ O)                       |           |      |
| 2.003    | 1 Platane                        | Sassendorf   | Kaiserstraße 19 (51° 35′ 12,1″ N, 8° 10′ 5″ O)                   |           |      |
| 2.005    | 1 Winterlinde als Kopfbaum       | Ostinghausen | Lohnerstraße/Eickelbornerstraße (51° 38′ 11,2″ N, 8° 12′ 6,9″ O) |           |      |
| A-BS-004 | 2 Sommerlinden Hof Schwanebrügge | Heppen       | Hof Schwanebrügge (51° 35′ 51,6″ N, 8° 7′ 50,9″ O)               |           |      |
| A-BS-005 | 1 Eiche Heppen                   | Heppen       | (51° 35′ 51,8″ N, 8° 8′ 46,7″ O)                                 |           |      |
| A-BS-006 | 1 Stieleiche                     | Beusingsen   | (51° 32′ 28,8″ N, 8° 10′ 22,2″ O)                                |           |      |
| A-BS-008 | 1 Linde                          | Herringsen   | (51° 32′ 27,9″ N, 8° 14′ 12,6″ O)                                |           |      |